# Vértestolna
Vértestolna (németül Tolnau) község Komárom-Esztergom vármegyében, a Tatai járásban. Mai elnevezése némileg megtévesztő, hiszen nem a Vértes, hanem a Gerecse területén fekszik. A településen ma is jelentős számú német nemzetiségi lakos él, gazdag a falu nemzetiségi kulturális élete is.

## Fekvése
Vértestolna a Gerecse hegység nyugati részének kis völgyében található, alig 500 lakosú község. Központján a Süttőtől idáig húzódó 1127-es út halad végig, de a területét érinti a Tarján–Tata közt húzódó 1128-as út is.
A településtől Tata közúton mintegy 12, Tatabánya 16 kilométernyi utazással érhető el (légvonalban Tatabánya valójában közelebb fekszik hozzá, mint Tata). A két legközelebbi szomszédos település Tarján 4 kilométerre délkeletre és Tardos 5 kilométerre északra; Héreg 8 kilométer távolságra található. A település határos Vértesszőlős és Baj községek közigazgatási területeivel is, ezekkel azonban közvetlen közúti összeköttetése nincsen. Autóbusszal elérhető a 786-os, 8406-os és 8481-es buszjáratokkal.

## Története
A község múltja a környék településeihez hasonlóan egészen az őskorig, bronz-, vaskorig nyúlik vissza. A település határában, az úgynevezett malomföldeken is találtak már bronz-, és vaskori tárgyakat.
Vértestolna első írásos említéséről 1337-ből van adat, ekkor Tolma néven írták. Nevét feltehetőleg a Koppán-(Katapán-)nemzetség őséről, Alaptolmáról (Tulma SRH.I. 55), Ketel vezér fiáró nyerhette, akinek itt nyári szállása lehetett. Régi iratok alapján egy tolmai nemes 1247 után Kava megosztása ügyében tanúskodott Koppán nemzetségbeliekkel és Komárom vármegyei emberekkel együtt. Egyháza 1334-ben a budai főesperességhez tartozott, papja az okiratok szerint ekkor 4 gs. pápai tizedet fizetett.
A törökök pusztításai miatt valószínűleg elnéptelenedett a falu, erre utal az akkori Tolmapuszta vagy Tolnapuszta elnevezés, még a 18. században is csak puszta volt a helyén. Ekkor már az Esterházyak birtoka volt, akik 1733 őszén kötöttek települési szerződést az első német telepesekkel. A legelső német lakosok Baden-Württemberg tartományból érkeztek ide, később települtek a községbe würzburgi és elzászi lakosok is. A település elnevezése a Tolma forma irányából egyre inkább a Tolna névváltozat felé tolódott el, ezt mutatja a község pecsétje is, amely 1755-ből való, és amelyen a Torffs Tulnau felirat szerepel.
A 18. században egy tűzvész következtében leégett a falu jelentős része, de a megsemmisült házakat később újraépítették. 1945-ig a települést szinte kizárólag német nemzetiségi családok lakták, ennek ellenére Vértestolna elkerülte a kitelepítést, viszont a második világháború után mintegy 40 magyar családot betelepítettek a községbe, részben a Heves vármegyei Apcról, részben a Felvidékről. Az új telepesek betelepítéséhez egyes sváb családokat kiköltöztettek a házaikból – ők kénytelenek voltak rokonoknál meghúzni magukat –, de később az ide telepített "idegen" családok szinte mindegyike elköltözött, a nemzetiségi lakosok pedig az elvett házak túlnyomó többségét visszavásárolhatták.
A falu a 20. század elején, pontosan nem ismert körülmények között kapta a kissé megtévesztő Vértestolna elnevezést; a helyi lakosok jobbára ma is csak Tolna néven említik lakhelyüket. A német anyanyelvű lakosság régebben a Taunau néven nevezte saját faluját, a jelenleg használatos német név Tolnau.

### Kovács(i)
Kovácsi régi, már elpusztult Árpád-kori település volt, amely a mai Vértestolna nyugati határán feküdt. Neve 1364-ben tűnt fel az oklevelekben, egy királyi ember, Marco de Koacy nevében. 1366-ban olyan faluként említik amely Tardostól délre, Tardos és Tolna közt feküdt, mint Agostyán keleti szomszédja. Az egykori település nevét dűlőnevek, illetve az Öreg Kovács-hegy elnevezése őrzi.

## A falu élete a II. világháború óta
A vértestolnai lakosság főként mezőgazdasággal és állattenyésztéssel foglalkozott, de a 20. század közepétől egyre többen jártak dolgozni (férfiak és nők egyaránt) Tatabányára, a szénbányákba, a cementgyárba vagy a karbidgyárba.
A község közigazgatási szempontból sokáig Tardos körjegyzőségéhez tartozott, önállósodása után alakították ki az önálló polgármesteri hivatalt, amely közös épületben található az orvosi rendelővel és a postával. Önálló óvodáját is 1992-ben szervezték meg, kultúrotthona viszont már az 1960-as évek óta működik. 2004 és 2013 között Héreggel együtt alkotott körjegyzőséget Héreg-Vértestolna Önkormányzati Képviselőtestületeinek Körjegyzősége néven; 2013 óta Tardos és Vértestolna községek önkormányzatai ismét közös önkormányzati hivatalt tartanak fent, tardosi székhellyel.
Vallási szempontból a lakosság túlnyomó többsége római katolikus, a település az egyházi közigazgatás szempontjából a Győri egyházmegye tatai espereskerületéhez tartozik, s mint ilyen, az egész egyházmegye legkeletibb fekvésű települése. A település határában található a győri, a székesfehérvári és az esztergom-budapesti egyházmegyék hármashatára, a Vértestolna környéki települések közül ugyanis Tata és Baj a győri, Vértesszőlős és Tatabánya a fehérvári, a környéken található többi település (Tardos, Héreg, Tarján stb.) pedig az esztergomi egyházi főhatóság alá tartozik.

## Közélete

### Polgármesterei
- 1990–1994: Tisch József (Vértestolna Önkéntes Tűzoltó Egyesület)[8]
- 1994–1998: Tisch József (független német kisebbségi)[9]
- 1998–2002: Tisch József (független német kisebbségi)[10]
- 2002–2006: Harmados Oszkár (független német kisebbségi)[11]
- 2006–2010: Harmados Oszkár (független)[12]
- 2010–2014: Harmados Oszkár (független)[13]
- 2014–2019: Harmados Oszkár (független)[14]
- 2019–2024: Dr. Zigó Tamás (független)[15]
- 2024– : Dr. Zigó Tamás (független)[1]

## Népesség
A település népességének változása:
| Lakosok száma | 493  | 478  | 474  | 553  | 572  | 571  | 584  |
|               | 2013 | 2014 | 2015 | 2021 | 2022 | 2023 | 2024 |

A 2011-es népszámlálás során a lakosok 97,4%-a magyarnak, 0,4% cigánynak, 38,1% németnek, 0,8% szlováknak mondta magát (2,4% nem nyilatkozott; a kettős identitások miatt a végösszeg nagyobb lehet 100%-nál). A vallási megoszlás a következő volt: római katolikus 76%, református 1,8%, evangélikus 0,4%, görögkatolikus 0,4%, felekezeten kívüli 8,8% (12,4% nem nyilatkozott).
2022-ben a lakosság 91,8%-a vallotta magát magyarnak, 33,6% németnek, 1% cigánynak, 0,7% szlováknak, 0,3% görögnek, 0,2-0,2% horvátnak, bolgárnak, ruszinnak és szlovénnek, 1% egyéb, nem hazai nemzetiségűnek (7,7% nem nyilatkozott; a kettős identitások miatt a végösszeg nagyobb lehet 100%-nál). Vallásuk szerint 55,6% volt római katolikus, 2,6% református, 0,7% evangélikus, 0,5% görög katolikus, 0,2% izraelita, 0,9% egyéb keresztény, 0,3% egyéb katolikus, 9,6% felekezeten kívüli (29% nem válaszolt).

## Nevezetességei
- Páduai Szent Antal nevére szentelt, barokk stílusú műemlék római katolikus temploma (Petőfi Sándor u. 54.), amely a 18. században épült.
- A tardosi úton álló Mária-kápolna, amely 1812-ben épült; oltárképe 20. századi eredetű.[18]
- A község tájháza (Petőfi Sándor u. 88.), amelyet egy, mára műemlékké nyilvánított egykori parasztházban alakítottak ki, gyűjteménye a helyi lakosok felajánlásaiból állt össze.[19]

## Képtár

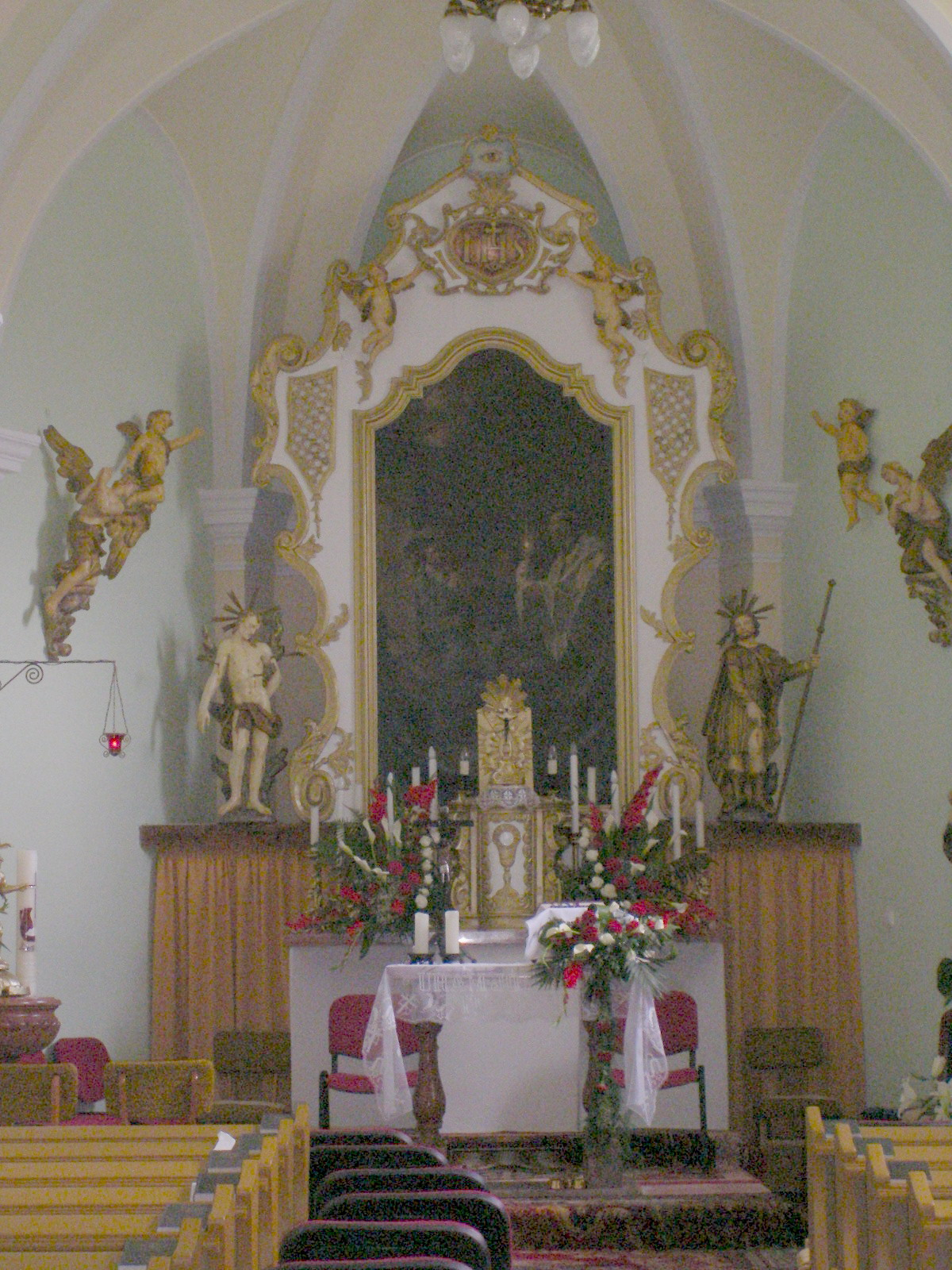
Katolikus templom
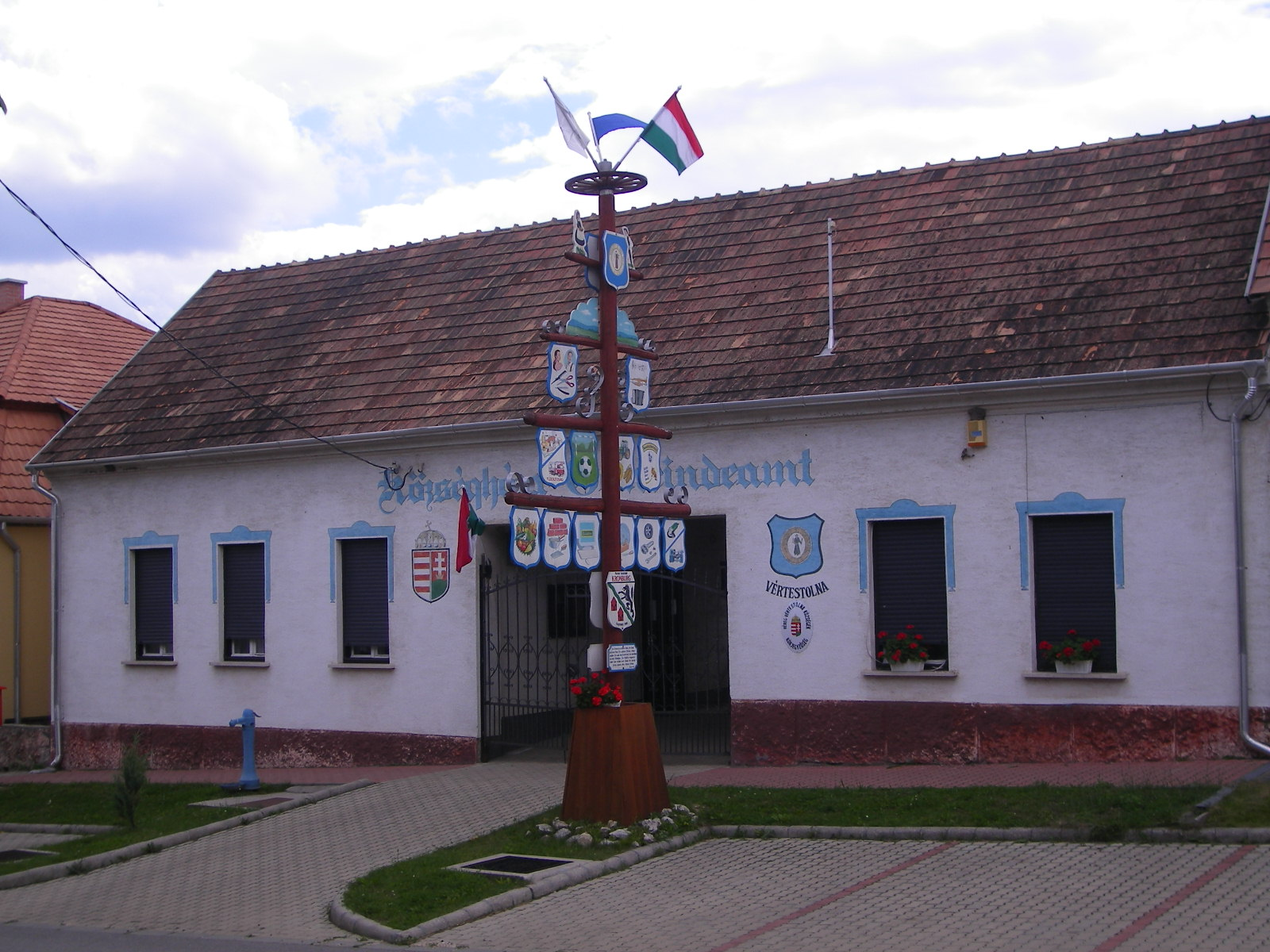
Községháza
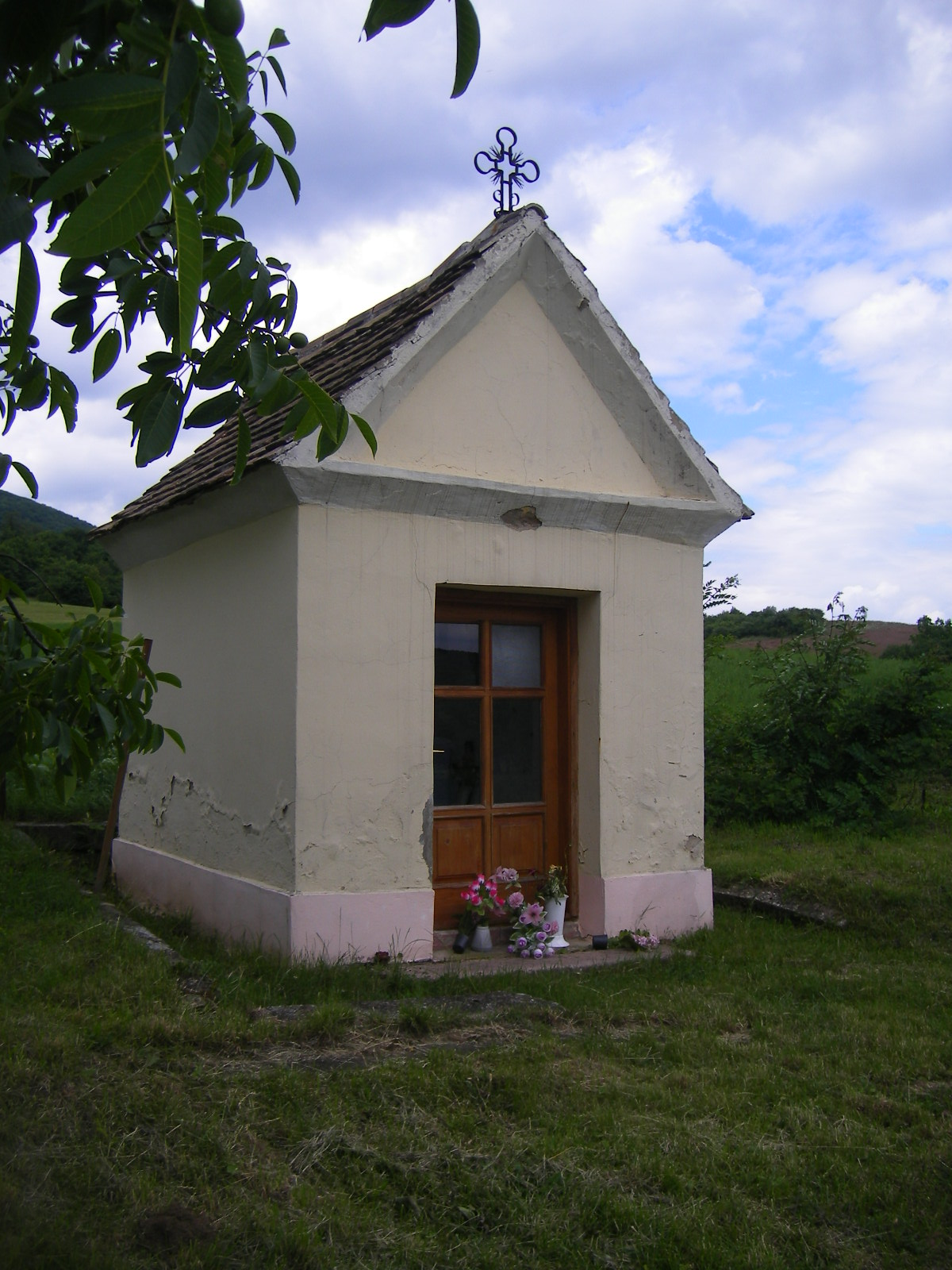
Kápolna
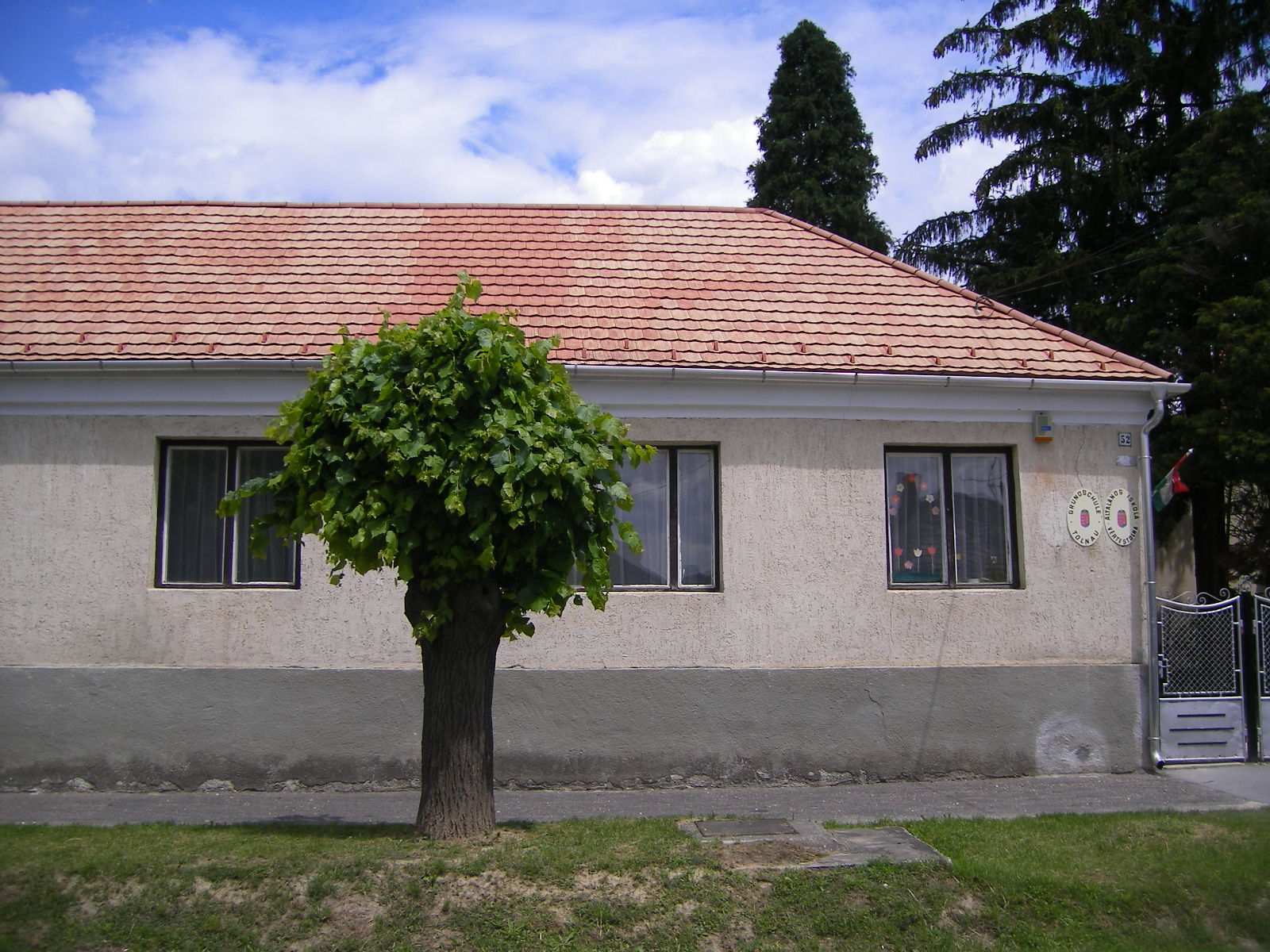
Általános iskola
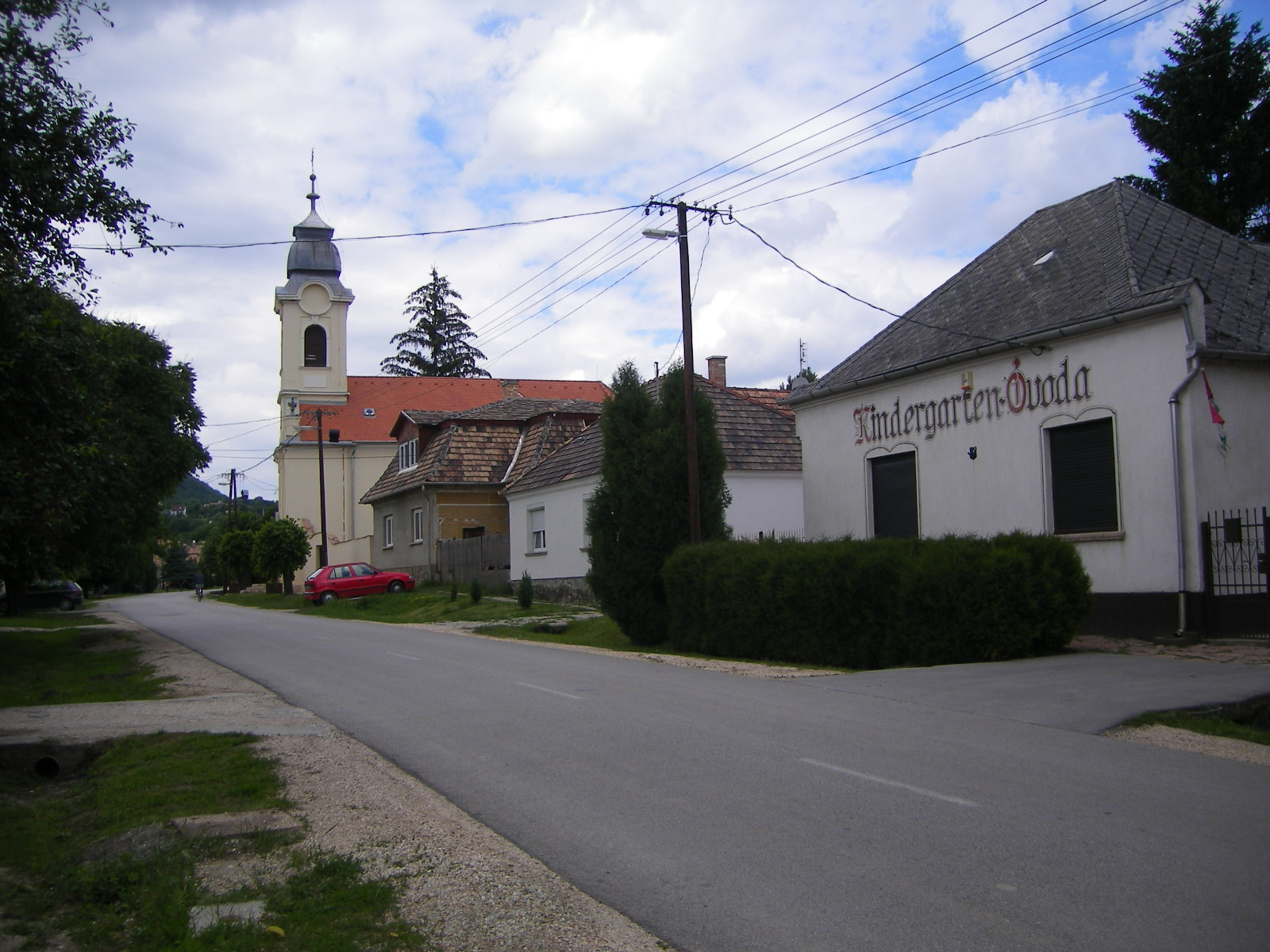
Petőfi Sándor utca
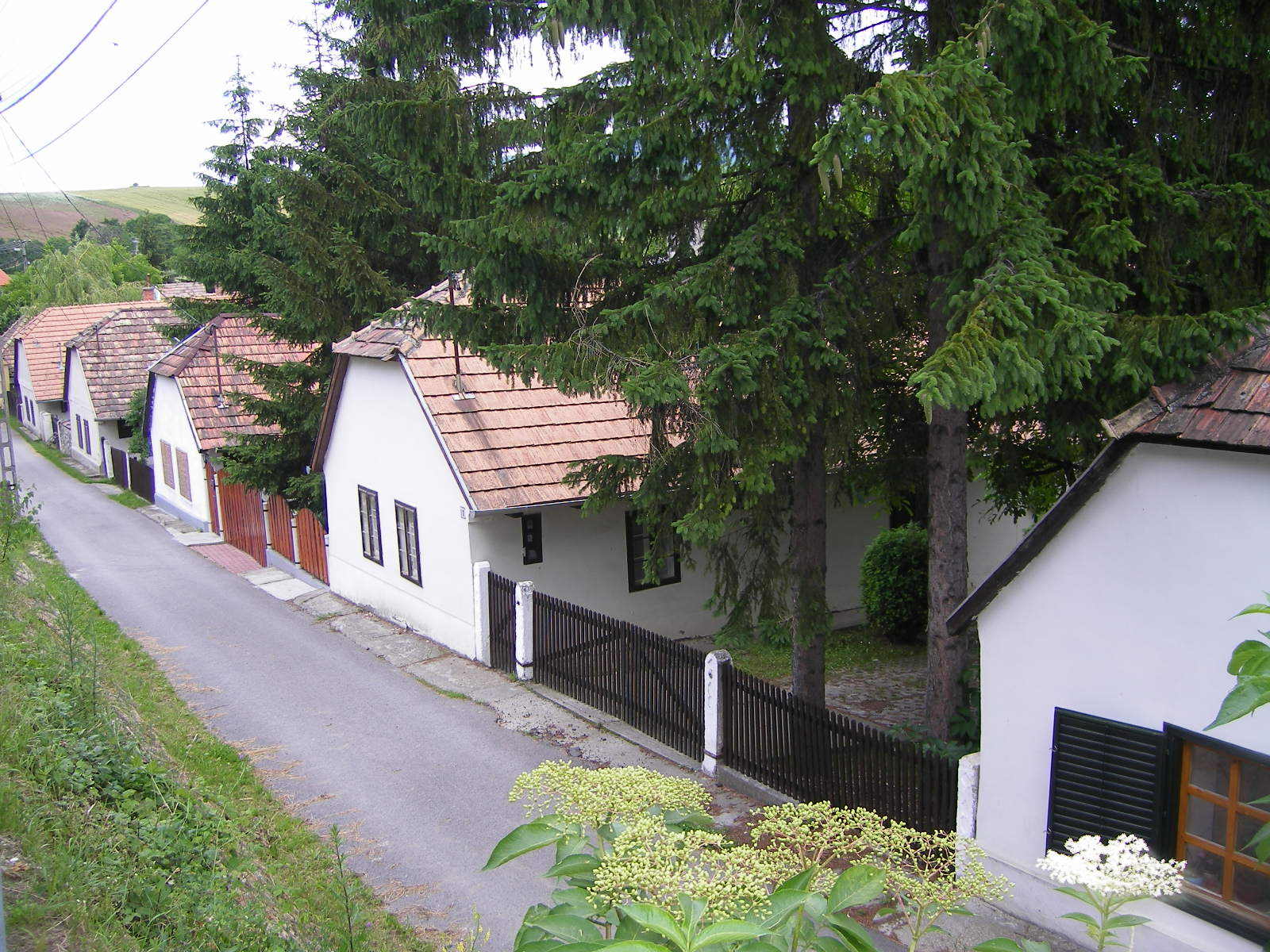
Tardos utca
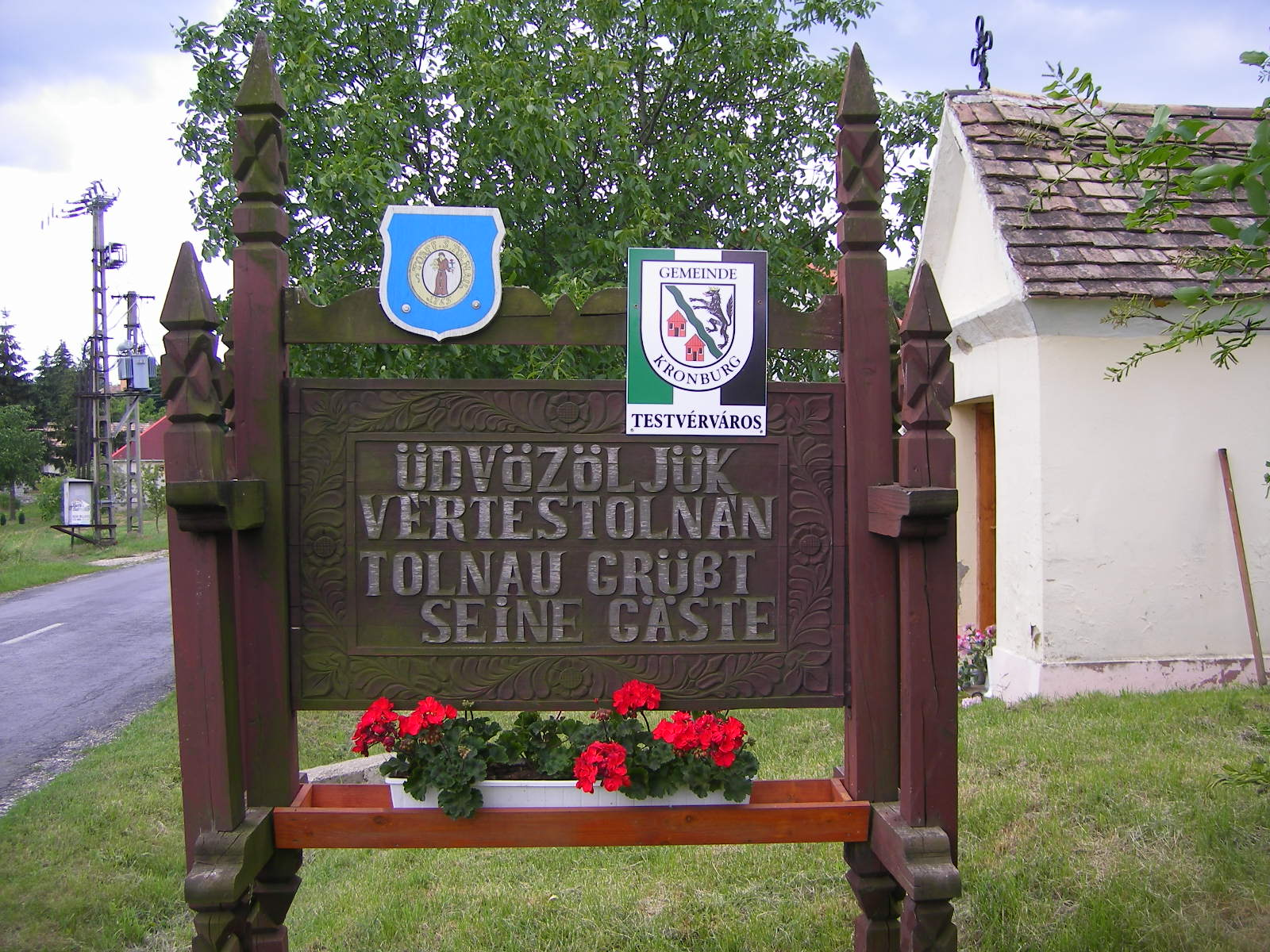
Üdvözlőtábla
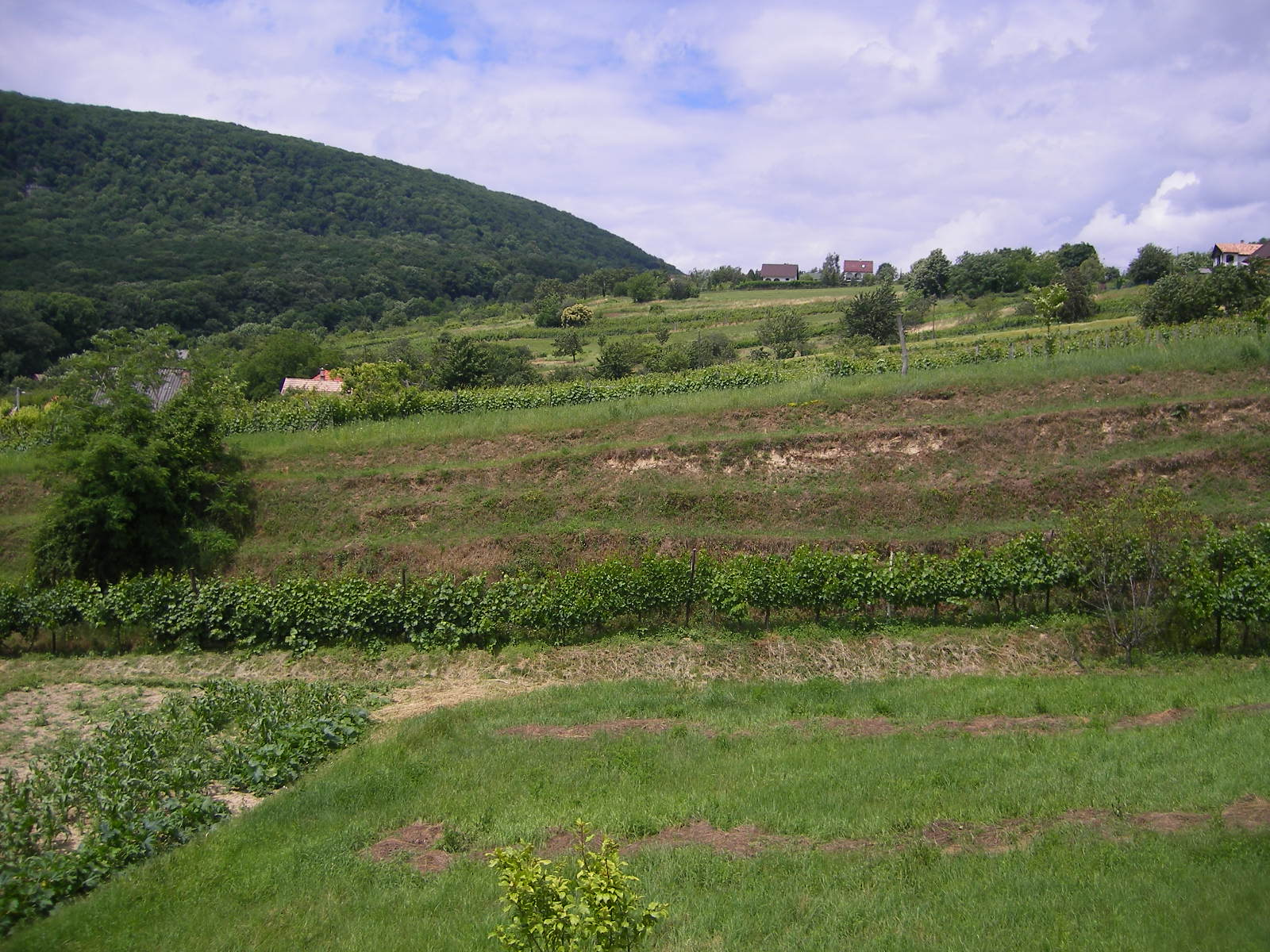
Táj a falu nyugati szélén
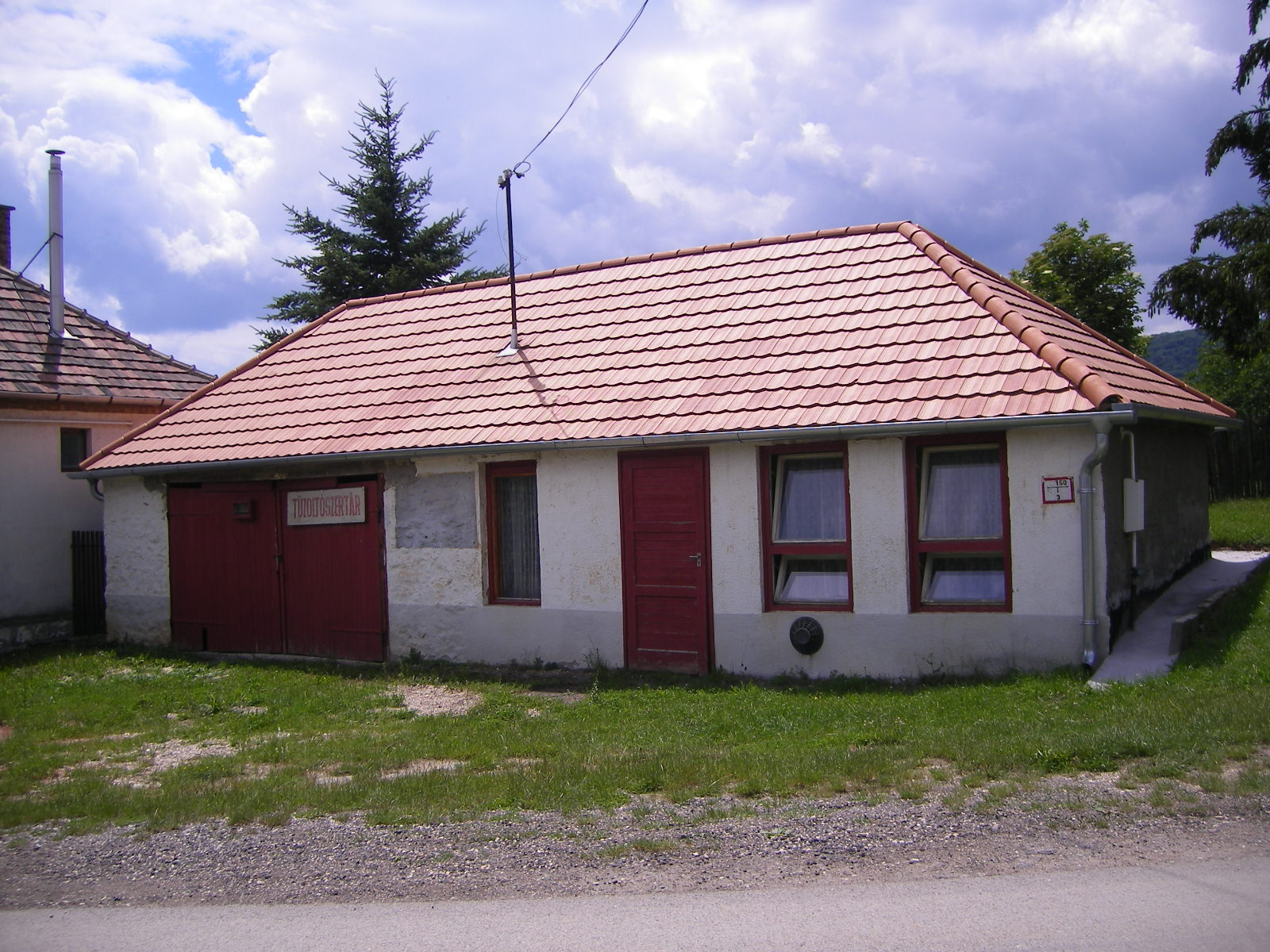
Tűzoltószertár

## Külső hivatkozások
- Vértestolna Önkormányzatának honlapja
- Vértestolna az utazom.com honlapján